# Aleksa Šaponjić
Aleksa Šaponjić, né le 4 juin 1992 à Belgrade, est un joueur serbe de water-polo. 

## Palmarès
- Jeux olympiques d'été de 2012 à Londres
  -  médaille de bronze au tournoi olympique
- Championnat d'Europe 2012 à Eindhoven
  -  champion d'Europe